# Arma: Armed Assault
Arma: Armed Assault (с англ. — «Оружие: Вооруженное нападение») — компьютерная игра в жанре военного тактического шутера с видом от первого или третьего лица, разработанная чешской студией Bohemia Interactive Studio (BIS) и изданный множеством компаний в разных странах: Atari, Akella, 505 Games и другими издателями в 2006 году. Arma считается продолжением Operation Flashpoint. В игре полностью обновлена компьютерная графика, физика, переработан игровой движок, включая новый модернизированный редактор уровней.
Из-за юридических проблем между BIS и Codemasters, оригинальный издатель Operation Flashpoint, Codemasters, владеет интеллектуальной собственностью на название игры. Так как BIS разорвала связи с Codemasters и больше не владеет названием Operation Flashpoint, то следующую версию игры, основанную на коде Operation Flashpoint, они назвали Armed Assault , а Operation Flashpoint 2: Dragon Rising не имеет к Operation Flashpoint и BIS никакого отношения.
В настоящее время игра выпущена только для Microsoft Windows. Хотя, портирование Operation Flashpoint как Operation Flashpoint: Elite на Microsoft Xbox предполагает, что BIS может сделать то же самое и с Armed Assault на Xbox 360 или похожую систему.
Игра включает в себя одиночный и мультиплеерный режимы игры, так что подключение к Internet необязательно. Мультиплеер требует высокоскоростное соединение для оптимальной игры.

## Сюжет
Кампания в Armed Assault проходит на выдуманном острове атлантического океана, Сарани, размером в 400 квадратных километров. Остров разделён на две части: на северо-востоке располагается просоветская страна с социалистическим режимом, на юго-западе — союзная США конституционная монархия. Первая представляет собой развитое индустриальное государство с мощными вооружёнными силами, вторая — «банановая республика», основным доходом которой является туризм. История начинается с того, что миротворческий вооружённый контингент США, после нескольких месяцев пребывания в южной части острова, покидает его. Социалистическая республика Сарани использует этот момент, для начала наступления Армии Освобождения Сарани (АОС).
Игрок берёт на себя роль рядового бойца американской армии. Своё боевое крещение он проходит на границе двух государств, в самом начале наступления АОС. В дальнейшем игроку предстоит вместе со своим отрядом постепенно отступать до самой столицы Южной Сарани, пока не пребудет подкрепление ВС США с материка. После этого игроку вместе с королевской армией и ВС США предстоит перейти в контратаку до самой вражеской столицы, попутно игрок примеряет на себя разные воинские специальности и растёт в звании до командира отделения.
Кампания следует линейному сюжету. Каждая основная миссия, про прямые столкновения с врагом, имеет в связке две дополнительных миссии, диверсионного характера, необязательные для выполнения и не влияющие ни на ход войны, однако ослабляющие противников в следующих миссиях.
Также в игре присутствует полноценная сюжетная составляющая. С первыми боями, когда королевская армия и американские миротворцы отступают, игрок в перерывах между миссиями может видеть сводки новостей. Одним из наблюдаемых сюжетов является репортаж о зверствах АОС, которая массово убивает людей на оккупированных территориях.
В предпоследней миссии, посвящённой захвата плацдарма для атаки на столицу врага, последним заданием является «освобождение лагеря военнопленных». Игрок, прибывший на территорию лагеря вместе со своим отрядом, не встречают никакого сопротивления. Солдаты США, узнают от жителей лагеря, что они не пленные Южной Сарани, а беженцы, и сообщают о том, что королевская армия, перед своим отступлением, в начале войны подвергла уничтожению собственное население, чтобы после этого обвинить в этом АОС.
Узнавшие правду бойцы американского взвода не решаются доложить об этом начальству, и продолжают движение к столице Северной Сарани, для участия в крупномасштабной операции по её захвату. Однако, несмотря на своё молчание, отряды королевской армии совершают на них нападение. Отбив его, американцы продолжают участие в операции. После взятия столицы и просмотра соответствующего новостного репортажа, бойцы отряда обсуждают дальнейший план действий.

## Военный симулятор
Разработчики известны своим стремлением создавать максимально реалистичное симулирование военного окружения. Игра содержит реалистичное вооружение, модели машин, местность, баллистику оружия, отдачу, перезарядку, опознавание, повреждения, движения персонажей и машин, а также их скорость. Например, птицы и насекомые управляются ИИ и реагируют на окружение, а местность и статические объекты, такие, как деревья и здания, а также мосты — разрушаемые. Бронетехника может проезжать через леса, что нельзя было делать в Operation Flashpoint. У вертолётов реалистичное управление, которое нужно осваивать. Кампания проходит в реальном времени, но это не подразумевает постоянные боевые действия. Военная тактика также будет отражать реальный мир, где терпение, атака с флангов и прочное укрытие будут просто необходимы. В игре отсутствуют очки здоровья в явном виде — любой персонаж может быть убит с одного-двух выстрелов. Прыжки не доступны игроку. Каждый солдат умеет плавать, но при долгом нахождении в воде он может потерять некоторое снаряжение. Студия добавила новую возможность в игре, которая позволяет переключать персонажей во время боя.
Уровень сложности влияет на количество сохранений. После успешно выполненной миссии игра сохраняется. Игрок может сохраняться во время игры несколько раз. Сложность настраивается и содержит два уровня: Кадет и Ветеран. Можно изменять такие игровые настройки, как HUD или прицел оружия, а также навык ИИ дружественных и вражеских войск. Игра поддерживает устройство TrackIR.

## Мультиплеер
- Можно присоединяться к любой миссии во время игры (эта возможность отсутствовала в Operation Flashpoint).
- На миссию может быть установлен пароль.
- Количество игроков ограничивается лишь возможностями сервера.
- NPC участвуют в онлайн игре.
- Редактор миссий позволит создавать сложные военные сценарии.
- Уникальные режимы игры. Один из них — CTI (Capture the Island). Самая известная миссия — Доминация (Domination) Xeno.
- Масштабные, продолжительные битвы, которые могут длиться от нескольких часов до нескольких дней (до месяца, например, Доминация Xeno (курс молодого бойца) или Sahrani Life).

## Игровое вооружение
Игровое вооружение представлено большим количеством настоящего современного оружия и техники: от Пистолета Макарова (ПМ) до гаубицы Д-30, от гражданских пикапов до танков Т-72 и M1 Abrams; от биплана Camel до штурмовика A-10 Thunderbolt II. Характеристики оружия и техники приближены к реальным прототипам.

## Отзывы
| Сводный рейтинг | Сводный рейтинг |
| Агрегатор       | Оценка          |
| --------------- | --------------- |
| GameRankings    | 73,54 %         |